# Glenwood Township (Missouri)
Glenwood Township est un ancien township, situé dans le comté de Schuyler, dans le Missouri, aux États-Unis,.
Le township est fondé en 1858.

### Source de la traduction
- (en) Cet article est partiellement ou en totalité issu de l’article de Wikipédia en anglais intitulé « Glenwood Township, Schuyler County, Missouri » (voir la liste des auteurs).